# SoFi
Social Finance, Inc., allgemein bekannt als SoFi, ist ein US-amerikanisches Finanztechnologieunternehmen. SoFi ist ein mobiler Dienst mit Sitz in San Francisco, der eine Reihe von Finanzprodukten anbietet, darunter die Refinanzierung von Studentenkrediten, Hypotheken, Privatkredite, Kreditkarten, Vermögensverwaltung und Bankgeschäfte, sowohl über die mobile App als auch über Desktop-Computer. SoFi zählt zu den sogenannten Neobanken, welche keine physischen Filialen mehr haben und ein Bündel integrierter Finanzdienstleistungen über eine App anbieten.

## Geschichte
SoFi wurde 2011 von Mike Cagney, Dan Macklin, James Finnigan und Ian Brady gegründet, vier Studenten, die sich an der Stanford Graduate School of Business kennengelernt hatten. Die Gründer hofften, dass SoFi erschwinglichere Optionen für diejenigen bieten könnte, die Schulden aufnehmen, um ihre Ausbildung zu finanzieren. Ursprünglich nutzte SoFi ein von ehemaligen Absolventen finanziertes Kreditmodell, das Studenten und Absolventen mit ehemaligen Absolventen und institutionellen Anlegern über spezifische Studentenkreditfonds zusammenbrachte. Im April 2014 sammelte SoFi 80 Millionen US-Dollar in einer Finanzierungsrunde unter der Leitung von Discovery Capital Management mit Beteiligung von Peter Thiel, Wicklow Capital und bestehenden Investoren ein. Das Geld wurde aufgebracht, um das Geschäft mit der Refinanzierung von Studentenkrediten auszubauen und in neue Bereiche wie Hypotheken und Privatkredite zu expandieren.
2018 führte SoFi unter dem Namen SoFi Invest (ehemals SoFi Wealth) den provisions- und gebührenfreien Handel mit Aktien und börsengehandelten Fonds ein. Im Februar 2019 kündigte SoFi eine Partnerschaft mit Coinbase an, um den Handel mit Kryptowährungen anzubieten. Kryptowährungstransaktionen sind eines der wenigen Produkte von SoFi, bei denen Gebühren anfallen. Im Mai 2019 schloss SoFi eine Finanzierungsrunde in Höhe von 500 Millionen US-Dollar ab, die von der Qatar Investment Authority angeführt wurde. Im September 2019 schloss SoFi einen 20-Jahres-Vertrag mit den Los Angeles Rams und den Los Angeles Chargers der National Football League (NFL) über die Namensrechte für das SoFi Stadium in Inglewood bei Los Angeles ab.
Im Jahr 2021 ging SoFi an die Börse, indem es mit einer von Chamath Palihapitiya gegründeten Special Purpose Acquisition Company fusionierte.
Im Januar 2022 erhielt SoFi vom Office of the Comptroller of the Currency (OCC) die Genehmigung für eine nationale Banklizenz.
Im März 2023 hatte SoFi über 10 Mrd. US-Dollar an Einlagen erreicht. Im zweiten Quartal 2024 hatte SoFi 8,8 Millionen Kunden und 23 Mrd. US-Dollar an Einlagen.

## Geschäftszahlen
Die Geschäftszahlen haben sich wie folgt entwickelt.
| Jahr | Umsatz in Mio. USD | Gewinn in Mio. USD | Bilanzsumme in Mio. USD | Anzahl Mitarbeiter |
| ---- | ------------------ | ------------------ | ----------------------- | ------------------ |
| 2019 | 721                | −264               | …                       | …                  |
| 2020 | 751                | −317               | 8.563                   | …                  |
| 2021 | 1.088              | −524               | 9.176                   | 2.500              |
| 2022 | 1.763              | −361               | 19.008                  | 4.200              |
| 2023 | 2.912              | −341               | 30.075                  | 4.400              |
| 2024 | 3.766              | 479                | 36.251                  | 5.000              |